# Chilperik I
För kungen av Burgund 473-474, se Chilperik I av Burgund.
Chilperik I, född 539, död september 584, var en frankisk, merovingisk kung av Neustrien.

## Biografi
Omedelbart efter sin fars död 561 inledde han sina ansträngningar att överta hela kungadömet, bemäktigade sig hela den kungliga skatten som fanns samlad i Berny och gjorde sitt intåg i Paris. Hans bröder tvingade honom emellertid att dela riket med dem, och Soissons tillsammans med Amiens, Arras, Cambrai, Thérouanne, Tournai och Boulogne tillföll då honom. Hans egendom utökades vid Chariberts död 567.
Då hans bror Sigibert I gifte sig med Brunhilda önskade också Chilperik ingå ett storstilat äktenskap. Han hade redan förkastat sin första hustru, Audovera, och hade tagit sig tjänaren Fredegond som konkubin. Han förkastade sålunda Fredegond och gifte sig med Brunhildas syster Galswintha men tröttande snart på sin nya partner som inom kort hittades strypt i sin säng. Några dagar senare gifte sig Chilperik med Fredegond.
Detta mord orsakade ett långt och blodigt krig, med avbrott för vapenvilor, mellan Chilperik och Sigibert. År 575 lät Fredegond mörda Sigibert precis i avgörandets timme då han hade Chilperiks öde i sina händer. Chilperik återtog därefter sin position och tillförde sitt rike Tours och Poitiers från Austrasien och några andra områden från Akvitanien. Därefter orsakade han osämja i det östra kungadömet under Childebert II:s förmyndartid. En dag, då han återvände från en jakt, blev han emellertid knivhuggen till döds.
Chilperik var urtypen för en merovingisk härskare. Han var ytterst angelägen att utöka den kungliga överhögheten. Han upptog många skatter, och hans skattepolitik orsakade ett stort uppror i Limoges 579. I sin strävan efter kyrkans underkastelse sålde han biskopsdömen till den högst bjudande, annullerade testamenten som var fördelaktiga för biskopsdömen och kloster och försökte påtvinga sina undersåtar en rationell version av Treenigheten.
Han gjorde anspråk på att vara litterärt bevandrad och skrev några haltande verser. Han lade även till bokstäver till det latinska alfabetet och försökte få alla manuskript omskrivna med de nya tecknen. Övertagandet av Tours från Austrasien och konfiskeringen av kyrklig egendom väckte bittert hat från Gregorius av Tours som utsåg Chilperik till sin tids Nero och Herodes.
Chilperik I dog i september 584 i Chelles i Île-de-France.